# J.League 1994
La stagione 1994 è stata la seconda edizione della J.League, massimo livello professionistico del campionato giapponese di calcio.

## Avvenimenti
Il torneo, svoltosi tra il 12 marzo e il 19 novembre 1994, vide all'avvio dodici squadre partecipanti a causa della promozione dello Júbilo Iwata e del Bellmare Hiratsuka dalla Japan Football League: quest'ultima squadra, in particolare, si candidò tra le pretendenti alla finale arrivando seconda nella seconda fase, distanziata dai campioni in carica Verdy Kawasaki a causa di una sola sconfitta. La squadra incontrò nella finale il Sanfrecce Hiroshima, vincitore della prima fase, prevalendo grazie ad una doppia vittoria per 1-0.

## Squadre partecipanti

### Profili
| Club partecipanti   | Club partecipanti | Città     | Stadio                     | Sponsor tecnico | Sponsor ufficiale  | Stagione 1993         |
| ------------------- | ----------------- | --------- | -------------------------- | --------------- | ------------------ | --------------------- |
| Bellmare Hiratsuka  | dettagli          | Hiratsuka | Hiratsuka Stadium          | Mizuno          | KDDI               | 1° in JFL Division 1  |
| Gamba Osaka         | dettagli          | Osaka     | Osaka Expo '70 Stadium     | Mizuno          | Panasonic          | 7° in J.League        |
| JEF United          | dettagli          | Ichihara  | Ichihara Seaside Stadium   | Mizuno          | SEGA               | 8° in J.League        |
| Júbilo Iwata        | dettagli          | Iwata     | Yamaha Stadium             | Mizuno          | Nestlé             | 2° in JFL Division 1  |
| Kashima Antlers     | dettagli          | Kashima   | Kashima Stadium            | Mizuno          | nessuno            | 2° in J.League        |
| Nagoya Grampus      | dettagli          | Nagoya    | Mizuho Rugby Stadium       | Mizuno          | Toyota             | 9° in J.League        |
| Sanfrecce Hiroshima | dettagli          | Hiroshima | Hiroshima Big Arch         | Mizuno          | Ford               | 5° in J.League        |
| Shimizu S-Pulse     | dettagli          | Shizuoka  | Nihondaira Sports Stadium  | Mizuno          | Japan Airlines     | 3° in J.League        |
| Urawa Reds          | dettagli          | Saitama   | Urawa Komaba Stadium       | Mizuno          | Mitsubishi Motors  | 10° in J.League       |
| Verdy Kawasaki      | dettagli          | Kawasaki  | Todoroki Athletics Stadium | Mizuno          | Coca Cola          | Campione del Giappone |
| Yokohama Flügels    | dettagli          | Yokohama  | Mitsuzawa Stadium          | Mizuno          | All Nippon Airways | 6° in J.League        |
| Yokohama Marinos    | dettagli          | Yokohama  | Mitsuzawa Stadium          | Mizuno          | Nissan             | 4° in J.League        |

### Allenatori
| Club                | Allenatore                 |
| ------------------- | -------------------------- |
| Bellmare Hiratsuka  | Mitsuru Komaeda            |
| Júbilo Iwata        | Hans Ooft                  |
| JEF United          | Yoshikazu Nagai            |
| Gamba Osaka         | Kunishige Kamamoto         |
| Nagoya Grampus      | Gordon Milne Tetsuro Miura |
| Kashima Antlers     | Masakatsu Miyamoto         |
| Sanfrecce Hiroshima | Stuart Baxter              |
| Shimizu S-Pulse     | Émerson Leão Rivelino      |
| Urawa Reds          | Kenzō Yokoyama             |
| Verdy Kawasaki      | Yasutarō Matsuki           |
| Yokohama Flügels    | Shū Kamo                   |
| Yokohama Marinos    | Hidehiko Shimizu           |

## Classifiche

### Suntory Series (prima fase)
|  | Pos. | Squadra             | G  | V  | P  | GF | GS | DR  |
|  | ---- | ------------------- | -- | -- | -- | -- | -- | --- |
|  | 1.   | Sanfrecce Hiroshima | 22 | 17 | 5  | 44 | 26 | +18 |
|  | 2.   | Shimizu S-Pulse     | 22 | 16 | 6  | 41 | 25 | +16 |
|  | 3.   | Kashima Antlers     | 22 | 16 | 6  | 45 | 32 | +13 |
|  | 4.   | Verdy Kawasaki      | 22 | 14 | 8  | 43 | 21 | +22 |
|  | 5.   | Yokohama Flügels    | 22 | 13 | 9  | 36 | 27 | +9  |
|  | 6.   | JEF United          | 22 | 10 | 12 | 34 | 43 | -9  |
|  | 7.   | Júbilo Iwata        | 22 | 9  | 13 | 27 | 32 | -5  |
|  | 8.   | Nagoya Grampus      | 22 | 9  | 13 | 23 | 28 | -5  |
|  | 9.   | Yokohama Marinos    | 22 | 8  | 14 | 29 | 35 | -6  |
|  | 10.  | Gamba Osaka         | 22 | 7  | 15 | 37 | 46 | -9  |
|  | 11.  | Bellmare Hiratsuka  | 22 | 7  | 15 | 27 | 54 | -27 |
|  | 12.  | Urawa Reds          | 22 | 6  | 16 | 26 | 43 | -17 |

Legenda:

      Qualificato alla finale
Note:
Le squadre sono classificate in base al numero di vittorie ottenute nell'arco del campionato.

### NICOS Series (seconda fase)
|  | Pos. | Squadra             | G  | V  | P  | GF | GS | DR  |
|  | ---- | ------------------- | -- | -- | -- | -- | -- | --- |
|  | 1.   | Verdy Kawasaki      | 22 | 17 | 5  | 48 | 26 | +22 |
|  | 2.   | Bellmare Hiratsuka  | 22 | 16 | 6  | 48 | 26 | +22 |
|  | 3.   | Yokohama Marinos    | 22 | 14 | 8  | 44 | 26 | +18 |
|  | 4.   | Sanfrecce Hiroshima | 22 | 12 | 10 | 27 | 31 | -4  |
|  | 5.   | Kashima Antlers     | 22 | 11 | 11 | 44 | 36 | +8  |
|  | 6.   | Shimizu S-Pulse     | 22 | 11 | 11 | 28 | 31 | -3  |
|  | 7.   | Júbilo Iwata        | 22 | 11 | 11 | 29 | 37 | -8  |
|  | 8.   | Yokohama Flügels    | 22 | 9  | 13 | 31 | 33 | -2  |
|  | 9.   | JEF United          | 22 | 9  | 13 | 35 | 42 | -7  |
|  | 10.  | Gamba Osaka         | 22 | 8  | 14 | 29 | 36 | -7  |
|  | 11.  | Urawa Reds          | 22 | 8  | 14 | 33 | 51 | -18 |
|  | 12.  | Nagoya Grampus      | 22 | 6  | 16 | 33 | 54 | -21 |

Legenda:

      Qualificato alla finale
Note:
Le squadre sono classificate in base al numero di vittorie ottenute nell'arco del campionato.

### Finale

#### Gara di andata
| Arbitro: | Alberto Tehada |

|  |           |              |
|  | Marcatori | 35’ Kitazawa |

#### Gara di ritorno
| Arbitro: | Zoran Petrović |

|               |           |  |
| Ruy Ramos 80’ | Marcatori |  |

### Classifica finale
|                     | Pos. | Squadra             | G  | V  | P  | GF | GS | DR  |
| ------------------- | ---- | ------------------- | -- | -- | -- | -- | -- | --- |
| Giappone (bandiera) | 1.   | Verdy Kawasaki      | 44 | 31 | 13 | 91 | 47 | +44 |
|                     | 2.   | Sanfrecce Hiroshima | 44 | 29 | 15 | 71 | 57 | +14 |
|                     | 3.   | Kashima Antlers     | 44 | 27 | 17 | 89 | 68 | +21 |
|                     | 4.   | Shimizu S-Pulse     | 44 | 27 | 17 | 69 | 56 | +13 |
|                     | 5.   | Bellmare Hiratsuka  | 44 | 23 | 21 | 75 | 80 | -5  |
|                     | 6.   | Yokohama Marinos    | 44 | 22 | 22 | 73 | 61 | +12 |
|                     | 7.   | Yokohama Flügels    | 44 | 22 | 22 | 67 | 60 | +7  |
|                     | 8.   | Júbilo Iwata        | 44 | 20 | 24 | 56 | 69 | -13 |
|                     | 9.   | JEF United          | 44 | 19 | 25 | 69 | 85 | -16 |
|                     | 10.  | Gamba Osaka         | 44 | 15 | 29 | 66 | 82 | -16 |
|                     | 11.  | Nagoya Grampus      | 44 | 15 | 29 | 56 | 82 | -26 |
|                     | 12.  | Urawa Reds          | 44 | 14 | 30 | 59 | 94 | -35 |

Legenda:

      Campione del Giappone e ammessa al Campionato d'Asia per club 1995

      Ammessa alla Coppa delle Coppe AFC 1995-1996
Note:
Le squadre sono classificate in base al numero di vittorie ottenute nell'arco del campionato.

## Statistiche

### Primati stagionali
| Record - Maggior numero di vittorie: Verdy Kawasaki (31) - Minor numero di sconfitte: Verdy Kawasaki (13) - Miglior attacco: Verdy Kawasaki (91) - Miglior difesa: Verdy Kawasaki (47) - Miglior differenza reti: Verdy Kawasaki (+44) - Maggior numero di sconfitte: Urawa Reds (30) - Minor numero di vittorie: Urawa Reds (14) - Peggior attacco: Júbilo Iwata e Nagoya Grampus E. (56) - Peggior difesa: Urawa Reds (94) - Peggior differenza reti: Urawa Reds (-35) |

### Classifica marcatori
| Gol |  |  | Giocatore          | Squadra             |
| --- |  |  | ------------------ | ------------------- |
| 30  |  |  | Frank Ordenewitz   | JEF United          |
| 28  |  |  | Alcindo            | Kashima Antlers     |
| 24  |  |  | Betinho            | Bellmare Hiratsuka  |
| 23  |  |  | Nobuhiro Takeda    | Verdy Kawasaki      |
| 23  |  |  | Ramón Díaz         | Yokohama Marinos    |
| 22  |  |  | Toninho            | Shimizu S-Pulse     |
| 21  |  |  | Yoshiyuki Hasegawa | Kashima Antlers     |
| 19  |  |  | Kōji Noguchi       | Shonan Bellmare     |
| 19  |  |  | Ivan Hašek         | Sanfrecce Hiroshima |